# Paraloboderus
Paraloboderus là một chi bọ cánh cứng trong họ 
Elateridae.
Chi này được miêu tả khoa học năm 1990 bởi Golbach.

## Các loài
Chi này gồm các loài:
- Paraloboderus glaber Golbach, 1990